# Округ Џексон (Западна Вирџинија)
Округ Џексон (енгл. Jackson County) је округ у америчкој савезној држави Западна Вирџинија.

## Демографија
По попису из 2010. године број становника је 29.211, што је 1.211 (4,3%) становника више него 2000. године.
| Група             | 2000.          | 2010.          |
| Белци             | 27.595 (98,6%) | 28.563 (97,8%) |
| Афроамериканци    | 23 (0,1%)      | 85 (0,3%)      |
| Азијати           | 64 (0,2%)      | 79 (0,3%)      |
| Хиспаноамериканци | 81 (0,3%)      | 185 (0,6%)     |
| Укупно            | 28.000         | 29.211         |